# A Young Doctor's Notebook
 (juin 2018).
A Young Doctor's Notebook est une série télévisée de comédie d'humour noir britannique de huit épisodes de 23 minutes chacun, diffusée entre le 6 décembre 2012 et le 12 décembre 2013 sur le réseau Sky Arts 1. Il s'agit de l'adaptation de Récits d'un jeune médecin et de Morphine de  Mikhaïl Boulgakov.
La première saison a lieu pendant la révolution russe en 1917 et la deuxième, pendant la guerre civile russe, l'année suivante.

## Synopsis
Un jeune médecin russe fraîchement diplômé est affecté dans un hôpital isolé de la campagne russe. Très vite il doit faire face aux réalités du métier bien éloignées des descriptions académiques apprises à la faculté de médecine…

### Première saison (2012)
Le premier épisode se déroule en Russie en 1917 pendant la Révolution russe. Tout droit sorti de l'école de médecine, un jeune médecin, le Dr Bomgard, est envoyé dans un village isolé au milieu de nulle part pour gérer un petit hôpital. Il découvre rapidement que les réalités de son métier ne ressemblent en rien à la représentation des manuels scolaires.
Dans l'épisode 2, le jeune médecin abandonne lentement ses rêves. Son ambition de faire des découvertes médicales est contrecarrée par ses efforts pour lutter contre une épidémie de syphilis parmi des paysans non éduqués et hostiles. Son esprit et sa raison d’être n’ont pas changé, jusqu’à ce qu’il découvre à quel point une opération chirurgicale peut-être barbare et difficile à réaliser.
Dans l'épisode 3, malgré son succès au bloc opératoire, la vie dans cet hôpital enneigé commence à faire des ravages chez le jeune médecin. Ses efforts pour lutter contre ses sentiments d'ennui et d'isolement sont vaincus et il se demande combien de temps il pourra durer. Douleurs abdominales et deux cas douloureux, le jeune médecin est tenté par la morphine.
Lors de l'épisode 4, Bomgard concilie une charge de travail lourde à une consommation frénétique de morphine. Il a de plus en plus de mal à dissimuler sa dépendance grandissante à ses collègues. Après une humiliation de trop, il décide de tenter de soutenir l'effort de lutte contre l'épidémie de syphilis. Mais un voyage dans la tempête de neige pour rendre visite à un patient mourant s’avère être un test difficile.

### Seconde saison (2013)
L'épisode 1 se déroule en 1935. Le Dr Bomgard plus âgé est libéré de l'hôpital de Moscou où il séjourne pour soigner sa toxicomanie. Il se souvient comment, en 1918, il avait eu une liaison avec la sage-femme Pelegaya, principalement parce qu'elle avait pu lui procurer sa morphine. Ceux-ci remplissent d'eau les flacons de morphine vides en apprenant l'imminence d'une visite d'inspection. Un groupe de soldats bolcheviques blessés met l'hôpital à rude épreuve. L'inspecteur ne parviendra pas à se rendre à l'hôpital, assurant la sécurité du jeune médecin pendant un certain temps.
L'épisode 2 prend place en 1935. Le Dr Bomgard plus âgé est dans un train avec Vlas, un vagabond, qui prétend détester les toxicomanes à la morphine. Après avoir découvert que Vlas utilisait des feuilles de son cahier comme papier de toilette, le médecin se souvient comment, en 1918, alors qu'il était occupé à dissimuler son vol de morphine, un groupe de la Garde blanche était arrivé à l'hôpital, cherchant des soins pour l'un de leurs soldats, blessé. Ce dernier a une sœur, Natasha, qui invite le personnel de l'hôpital à dîner avec les gardes. Le jeune Dr Bomgard tombe sous le charme de la belle aristocrate. Lors du dîner, après s'être saoulé, il se tire une balle dans le pied par inadvertance. Plus tard, Natascha lui apprend qu'elle est fiancée à un général de l'armée nommé Gregory.
Dans l'épisode 3, le médecin plus âgé décide d’écrire un opéra comme une expérience cathartique. De retour à l'hôpital, Pelageya est frappée par le typhus, mais le jeune docteur la néglige, n'ayant d'yeux que pour Natasha (qui ne ressent toujours rien pour lui). Un soldat grièvement blessé est admis et Natasha a hâte de savoir s'il a des nouvelles de son amoureux, Gregory, mais le jeune docteur lui ment, prétendant que Gregory est mort avec le reste de son régiment. Il espère que Natasha puisse éprouver quelque chose pour lui, mais l'espoir est vain. Pelageya meurt et le Dr Bomgard se sent honteux de la manière dont il l'a traitée.
Dans l'épisode 4, le jeune docteur lit un éloge funèbre plutôt insipide et dur lors des funérailles de Pelageya avant de réciter un poème avec lequel il espère impressionner Natasha. Il lui avoue également avoir menti sur la mort de son fiancé, mais elle et le reste de la Garde blanche sont forcés de fuir lorsque les bolcheviks rentrent à l'hôpital et ils s'échappent dans un train de fournitures médicales. Cependant, le train déraille à la suite d'une explosion et Natasha se retrouve coincée dans une voiture qui prend feu. Le jeune médecin veut la sauver mais est distrait lorsqu'il découvre plusieurs flacons de morphine dans les débris du train. Les flammes entourant Natasha devenant de plus en plus intenses, le temps presse. Hélas, Bomgard choisit in fine de collecter la morphine, condamnant ainsi Natasha.

## Distribution
- Jon Hamm : Dr Vladmir « Nika » Bomgard, âgé
- Daniel Radcliffe : Dr Vladmir « Nika » Bomgard, jeune
- Rosie Cavaliero : Pelageya Ivanovna
- Adam Godley : Demyan Lukich
- Vicki Pepperdine : Anna Nikolaïevna
- Christopher Godwin : Léopold Léopoldovitch
- Shaun Pye : Yegorych
- Tim Steed : Kirill
- Margaret Clunie : Natasha
- Charles Edwards : le colonel
- Tom Forbes : Anatoli
- Daniel Cerqueira : Vlas

## Production

### Fiche technique
Sauf indication contraire, les informations mentionnées dans cette section peuvent être confirmées par la base de données cinématographiques IMDb,  présente dans la section « Liens externes ».
- Titre original : A Young Doctor's Notebook
- Réalisation : Alex Hardcastle	(première saison) et Robert McKillop (seconde saison)
- Scénario : Mark Chappell, Alan Connor et Shaun Pye, d'après le recueil de nouvelles éponyme Morphine de Mikhaïl Boulgakov
- Musique : Stephen Warbeck
- Costumes : Annie Hardinge
- Photographie : Simon Vickery
- Montage : Mark Henson
- Casting : Sarah Crowe
- Production : Clelia Mountford
- Production déléguée : Kenton Allen, Dan Cheesbrough, Jon Hamm, Matthew Justice, Lucy Lumsden et Saskia Schuster
- Sociétés de production : Big Talk Productions ; Points West Pictures
- Société de distribution : BBC Worldwide
- Pays d'origine :  Royaume-Uni
- Langue originale : anglais
- Format : couleur
- Genre : drame historique
- Durée : 30 minutes
- Dates de première diffusion :
  - 6 décembre 2012 au Royaume-Uni sur Sky Arts 1
  - France : 7 octobre 2014

## Univers de la série

### Personnages

#### DrVladmir « Nika » Bomgard
- Dr Vladmir « Nika » Bomgard, âgé (Jon Hamm) : le médecin plus âgé ne parvient pas à empêcher son jeune de faire les erreurs qu'il regrette actuellement.
- Dr Vladmir « Nika » Bomgard, jeune (Daniel Radcliffe) : il est diplômé de l'université de médecine et de dentisterie de l'État de Moscou. Il arrive idéaliste et sans expérience pratique. Face à des patients ignorants, une charge de travail sans fin, des cas désespérés, peu de soutien, une maladie personnelle et un isolement extrême, le jeune médecin se dégrade rapidement dans l'apathie et le désespoir. Le jeune médecin se débat en permanence, descendant progressivement dans un tabagisme en chaîne conjugué à une dépendance accrue à la morphine.

#### Personnages de l'hôpital
- Pelageya Ivanovna (Rosie Cavaliero) : une sage-femme junior. Elle est brusquement gentille.
- Demyan Lukich (Adam Godley) : le médecin de terrain, assistant du Dr Bomgard pendant les opérations. Il fume beaucoup de tabac et aime les conserves de sprats. Le jeune médecin considère Lukich comme socialement inapproprié et ennuyeux, bien qu'il soit sans mauvaises intentions.
- Anna Nikolaïevna (Vicki Pepperdine) : la sage-femme en chef. Très sévère, elle traite le docteur comme un enfant à cause de son âge et de son inexpérience. Elle a une dévotion affectueuse envers Léopold Leopoldovitch, le prédécesseur de Bomgard, admiré et accompli. Elle le compare souvent à Bomgard en citant ses nombreuses réalisations.
- Léopold Léopoldovitch (Christopher Godwin) : l'ancien docteur à l'hôpital. Il a une présence austère et une réputation et des compétences élevées. Il apparaît dans les hallucinations du Dr Bomgard dans les deux derniers épisodes de la première saison.
- Yegorych (Shaun Pye) : il apparaît dans trois épisodes de la première série.

#### Autres personnages
- Kirill (Tim Steed) : l'agent du NKVD, qui enquête sur le médecin plus âgé au nom de l'agence d' application de la loi. Il apparaît dans les quatre épisodes de la première saison.
- Natasha (Margaret Clunie) : une belle jeune aristocrate qui arrive à la clinique pendant la guerre. Elle apparaît dans les trois derniers épisodes de la deuxième série.
- Le colonel (Charles Edwards) : il apparaît dans les trois derniers épisodes de la deuxième saison.
- Anatoli (Tom Forbes) : il apparaît dans les trois derniers épisodes de la deuxième saison.
- Vlas (Daniel Cerqueira) : un vagabond dépendant de la morphine qui déteste voyager en train avec le vieux docteur. Il apparaît dans les quatre épisodes de la deuxième saison.

### Aperçu de la série
Les bolcheviks marchent sur la place Rouge pendant la révolution russe.
Le Dr Vladimir Bomgard dirige une équipe à l'hôpital fictif Muryevo en Russie. L'équipe se compose de Pelageya Ivanovna (Rosie Cavaliero), une sage-femme ; Demyan Lukich (Adam Godley), un docteur de terrain ; et Anna Nikolayevna (Vicki Pepperdine), sage-femme senior. L'épisode typique suit l'équipe dans ses tentatives de traiter les maladies des patients. Bomgard se dispute avec la population non éduquée, qui refuse son traitement. Il leur fournit régulièrement des diagnostics rapides et précis.
Bomgard a une relation avec Pelageya. Dans le troisième épisode, ils ont des rapports sexuels pour la première fois. Dans la deuxième série, ils essaient d'être un couple et de faire fonctionner leur relation. Dans le sixième épisode, Bomgard dit à Pelageya qu'il ne l'a jamais aimée, et ils se séparent.
A Young Doctor's Notebook est situé dans la ville fictive de Muryevo, Korobovo en Russie. La première saison a lieu en 1917 pendant la révolution russe, et la deuxième saison a lieu l'année suivante pendant la guerre civile russe. Le programme se déroule également dans les années 1934 et 1935. Le personnage principal du spectacle lit son vieux journal et se souvient de ses expériences, s'interposant dans l'histoire de son jeune moi. Le médecin interagit avec son moi plus jeune, ayant des conversations qui révèlent des aspects de l'histoire à déplier. Dans la deuxième saison, la guerre civile russe commence à affecter l'hôpital fictif Muryevo, comme un afflux de soldats blessés à la fois les bolcheviks et la garde blanche arrivent pour traitement. Pendant ce temps, le jeune médecin lutte contre une dépendance à la morphine qui englobe tout. Son aîné veille sur lui, et une jeune aristocrate nommée Natasha arrive à l'hôpital. Le jeune docteur s'intéresse de manière intense et destructrice à Natasha. Dans le même temps, The Feldsher prend un intérêt romantique dans un grand colonel moustachu de la garde blanche, qui reste également à l'hôpital. Ils s'aiment tous les deux et partagent un amour pour les sprats marinés. À un moment, le Feldsher a été vu pour lui apporter un bouquet de fleurs. Le colonel lui rend la pareille.
Un élément significatif de l'intrigue est l'utilisation de la morphine par Bomgard pour gérer la douleur, causée par la vie dans une communauté éloignée et isolée et des douleurs abdominales. Quand il n'a pas accès à la morphine, il s'auto-médicamente parfois avec de la cocaïne. Bomgard fume également fréquemment même durant son service médical. Dans la finale de la première série, le jeune médecin réagit à la miséricorde en prenant de la morphine, ce qui le rend à nouveau dépendant. À la fin de la finale de la première saison, le jeune médecin commence à halluciner. Sa dépendance conduit à des conflits avec Pelageya. Dans le dernier épisode, le jeune médecin admet qu'il est accro à la morphine, se décrivant comme un « toxicomane désespéré ». Dans la première série, le médecin plus âgé fait l'objet d'une enquête pour avoir écrit de fausses prescriptions de morphine pour lui-même, avant de retomber dans son utilisation, et son incarcération qui en suit. À l'ouverture de la deuxième série, le docteur Bomgard, plus âgé et réhabilité, est libéré d'une institution psychiatrique, sous contrôle de sa dépendance.
La sage-femme Anna Nikolayevna rappelle constamment au jeune docteur la présence austère de l'ancien docteur Léopold Léopoldovitch à travers des commentaires flatteurs à son égard et de nombreux portraits anodins de Léopold arborant une énorme barbe sur les murs de la pratique médicale. Le jeune médecin se sent rarement en sécurité et souvent inadapté face à la réputation et aux compétences de Leopoldovitch, qui se développe dans un mécontentement rancunier.

## Audience et critique
La première saison est vue par 252 000 téléspectateurs, ce qui en fait le programme le plus regardé sur Sky Arts 1 au moment de sa diffusion. Celle-ci reçoit une critique favorable,.

### Documentation
- (en) « Weekly Top 10 Programmes » (consulté le 4 juin 2016).
- (en) Mark Sweney, « TV ratings: A Young Doctor's Notebook delivers Sky Arts' best ever figures - December 6 », 7 décembre 2012.
- (en) « A Young Doctor's Notebook: on set with Jon Hamm and Daniel Radcliffe », sur The Telegraph.
- (en) « A Young Doctor's Notebook », sur The Huffington Post
- (en) Cindy Elavsky, « "Celebrity Extra" », sur King Features, 22 septembre 2013